# Крайни дол
Крайни дол е село в Западна България. То се намира в община Дупница, област Кюстендил.

## География
Село Крайни дол се намира в планински район.

## Население
Численост и дял на етническите групи според преброяването на населението през 2011 г.:
|                     | Численост | Дял (в %) |
| Общо                | 55        | 100,00    |
| Българи             | 54        | 98,18     |
| Турци               | 0         | 0,00      |
| Цигани              | 0         | 0,00      |
| Други               | 0         | 0,00      |
| Не се самоопределят | 0         | 0,00      |
| Неотговорили        | 0         | 0,00      |

## Личности

### Починали в Крайни дол
- Енчо Мутафов (1943 – 2009), учен-литературовед, професор